# Abadía Jedburgh

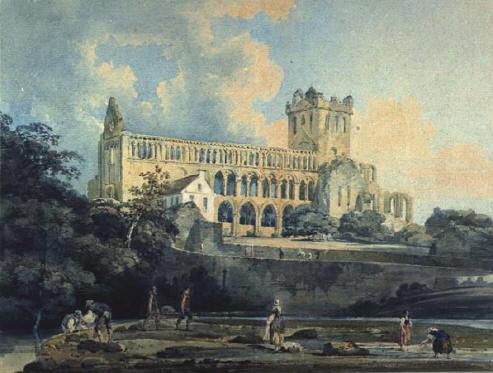
Abadía Jedburgh desde el río, 1798-99 por Thomas Girtin.

La abadía Jedburgh es una ruina agustinista del siglo XII situada en Jedburgh, en el límite de Escocia. La abadía fue fundada en el año 1138.

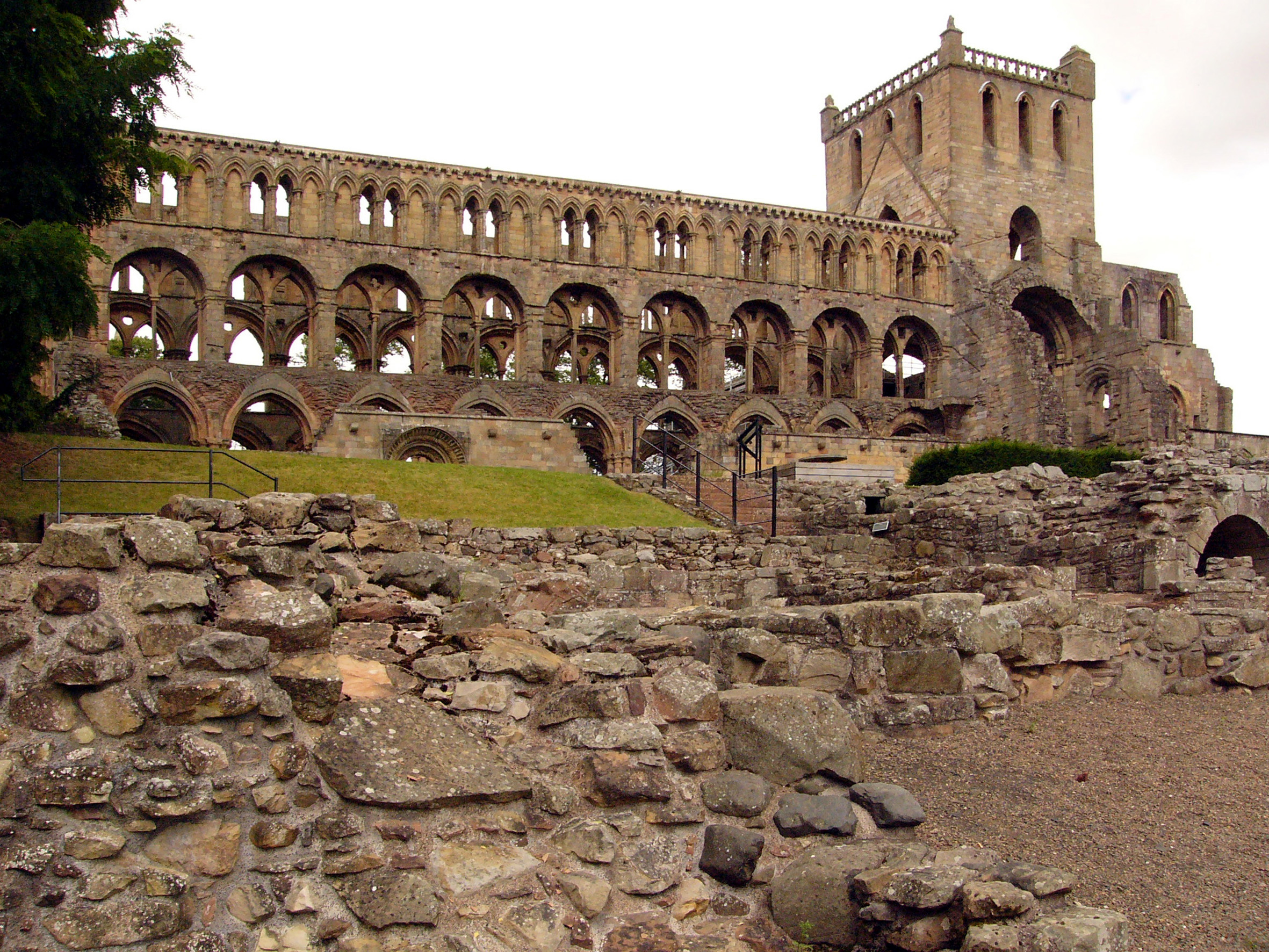
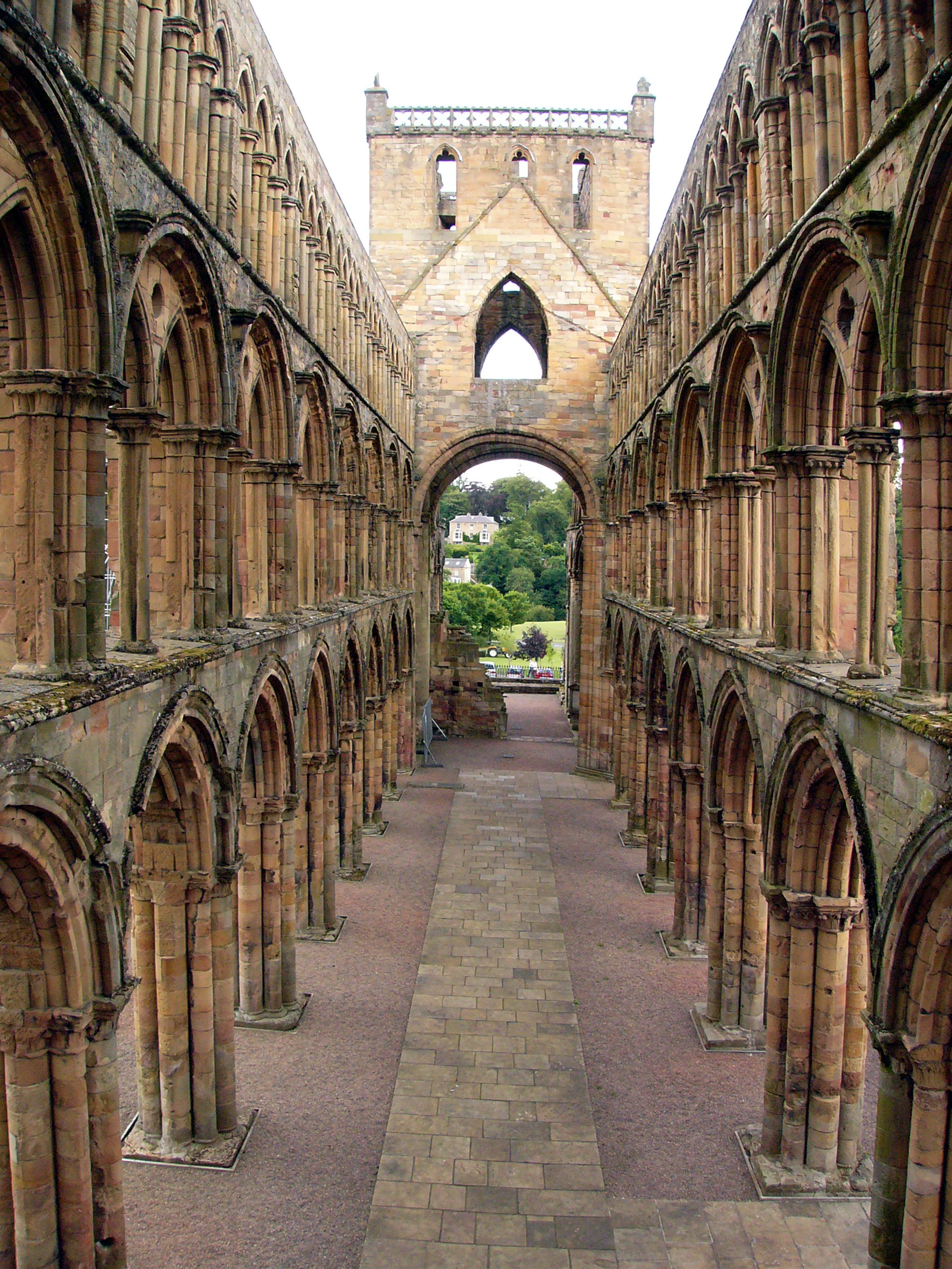
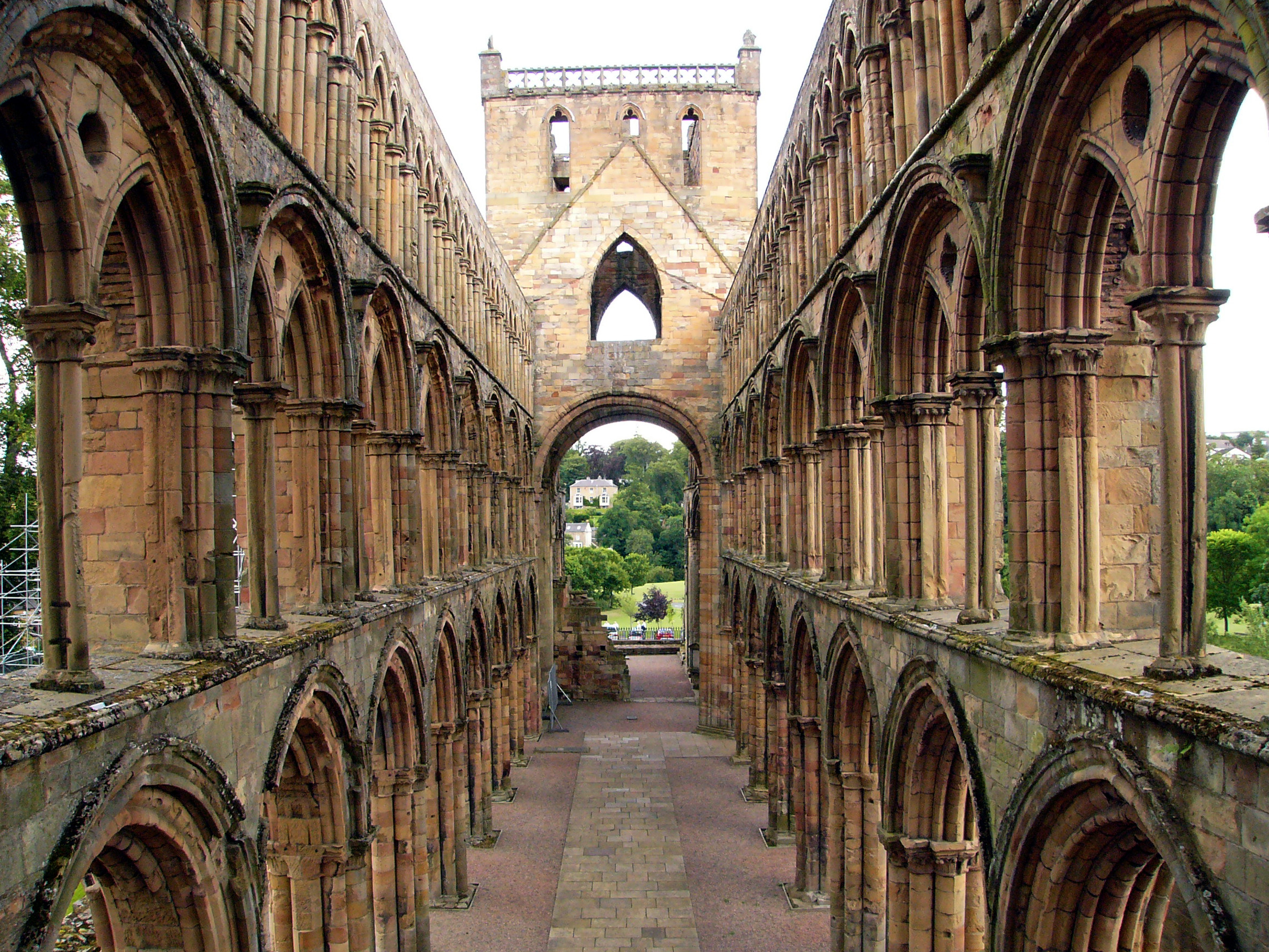
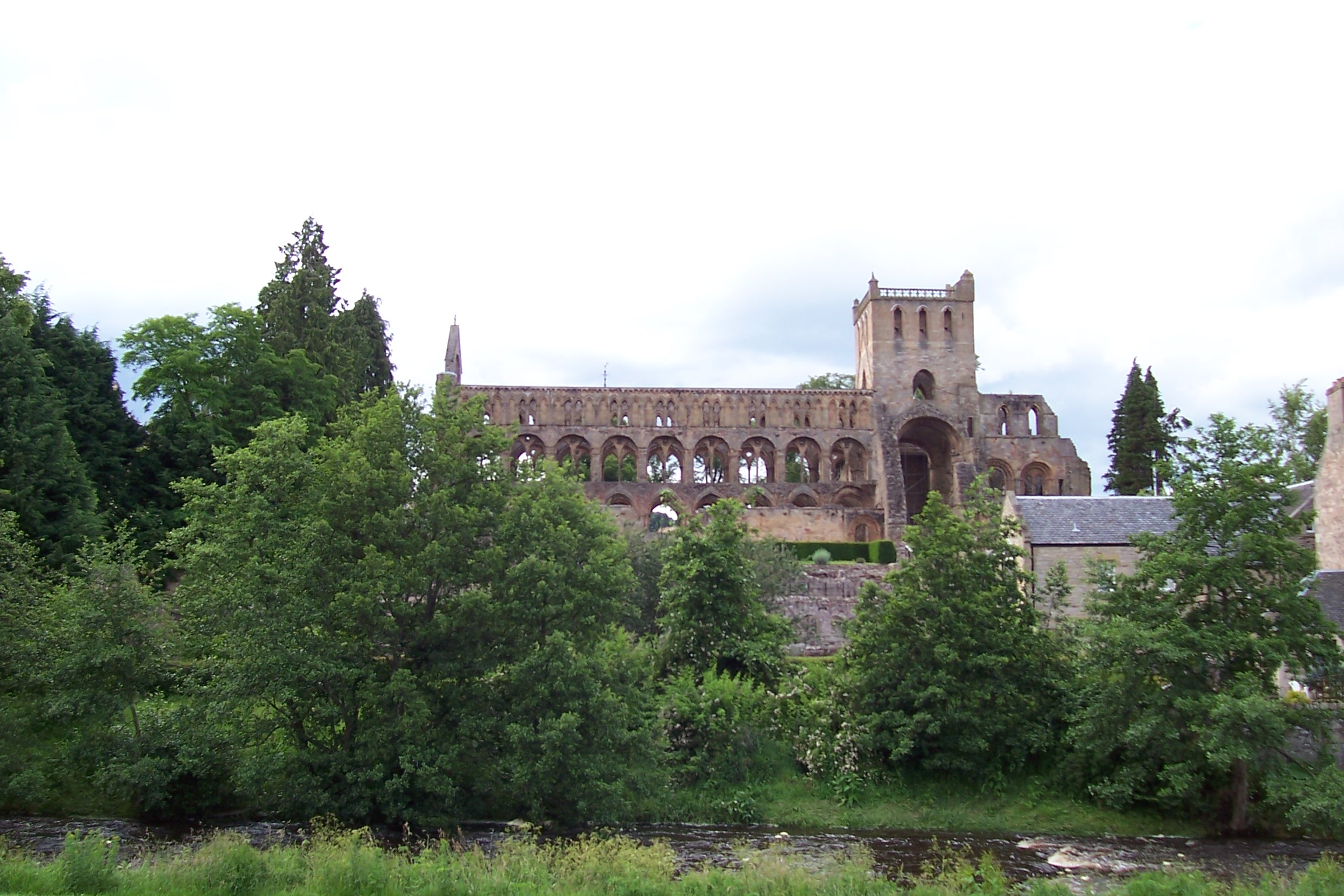

## Cementerio
- John Capellanus – Obispo de Glasgow
- Hugh de Roxburgh – Obispo de Glasgow